# Raymond Mays
Raymond Mays (né le 1er août 1899 à Bourne et décédé le 6 janvier 1980) était un ancien pilote anglais de course automobile, qui s'illustra sur circuits automobiles ainsi qu'en course de côte.

## Biographie

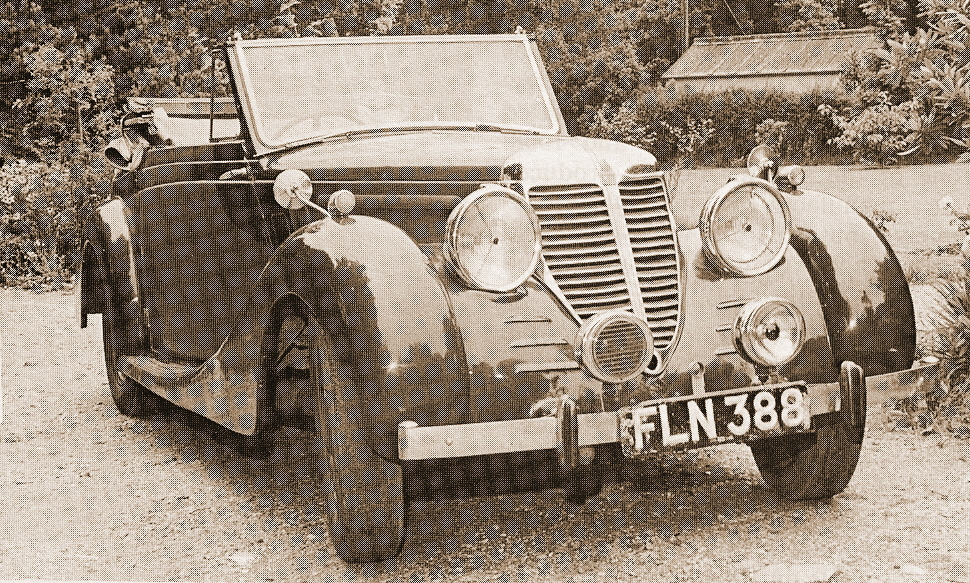
Une MHV Raymond Mays V8, de 1939.

Mays est réputé avoir couru sur diverses voitures parmi lesquelles un modèle de vitesse Hillman 1½ litre, deux Bugatti  1½ litre, une AC Cars, turbo-compressée, la Vauxhall-Villiers, Mercedes, des Invicta, Riley et ERA Mays est connu pour courir la Shelsley Walsh Speed Hill Climb au début des années 1920 sur deux Bugatti Brescia connues sous les noms Ruban Bleu et Ruban Rouge.
Il est le premier (et double) vainqueur du British Hill Climb Championship, en 1947 et 1948 sur ERA R4D, à près de 50 ans alors qu'il était en fin de carrière. Dix années auparavant, en 1937, il gagna le British Empire Trophy en Formule libre avec une ERA C-Type.
Il a, en outre, remporté à 19 reprises (record) le Shelsley Walsh Speed Hill Climb entre 1929 et 1948, deux comme amateur (1930 et 1931), neuf en version printanière "spring" (1933, 1935, 1936, 1937, 1938, 1939, 1946, 1947 et 1948) et huit en version automnale "autumn" (1929, 1934, 1935, 1936, 1938, 1946, 1947 et 1948, dont quatre avec Villiers, deux avec Vauxhall et quinze sur ERA de 1,5  à   2,0 l). En 1930 et 1931, cette épreuve a été intégrée au Championnat d'Europe de la montagne, pour son classement professionnel.
Il est, à deux reprises consécutives, vainqueur du Grand Prix automobile de Picardie, en 1937 (avec le record du tour) et 1938, comme pilote officiel English Racing Automobiles. Toujours en Grand Prix avec ERA, il gagne les Mountain Championship 1936, 1938 et le Campbell Trophy 1939. En juillet 1939, il bat aussi le record de la côte de Prescott, sur ERA 2L.. 
En 1938 et 1939, la Standard Motor Company et Shelsley Motors permettent à Mays de devenir un petit constructeur, à Bourne (Lincolnshire): il produit cinq cabriolets portant son nom, sur une base de Standard V8 avec un moteur 2,7 l de 85 CV (62,5 kW à 5 000 tr/min).
Il remporte le Brighton Speed Trials après-guerre, en 1946, 1947, 1948 et 1950 sur sa ERA R4D puis prend sa retraite à la fin de la saison 1950.
Avec Peter Berthon et Alfred Owen, il est l'un des créateurs du projet BRM.